# 高原黄檀
高原黄檀（学名：Dalbergia yunnanensis var. collettii）为豆科黄檀属下的一个变种。

## 扩展阅读
- 維基物種上的相關：高原黄檀